# Державний ліс Амапа
Державний ліс Амапа (порт. Floresta Estadual do Amapá) — державний ліс у штаті Амапа, Бразилія.
На заході він межує з Національним парком гір Тумукумаке, на північному сході примикає до Національного парку Кабо-Оранж. Його площа становить 23,694 км². Це частина екологічного коридору Amapá.
Лісовий резерват було створено у 2004 році за пропозицією президента Луїса Інасіо Лула да Сілва. Законодавчий орган Amapá одноголосно схвалив створення заповідника в 2006 році.